# Bulbostylis nemoides
Bulbostylis nemoides är en halvgräsart som beskrevs av Paul Goetghebeur. Bulbostylis nemoides ingår i släktet Bulbostylis och familjen halvgräs.
Artens utbredningsområde är Burundi. Inga underarter finns listade i Catalogue of Life.